# 理夏德·沃尔内
理夏德·沃尔内（波蘭語：Ryszard Wolny，1969年3月24日—），波兰男子摔跤运动员。他曾代表波兰参加1988年、1992年、1996年、2000年和2004年夏季奥林匹克运动会摔跤比赛，其中1996年奥运会获得一枚金牌。